# Forcipulàtides
Els forcipulàtides (Forcipulatida) són un ordre d'equinoderms asteroïdeus. Es caracteritzen per presentar pedicelaris forcipulats que normalment són ben visibles en la superfície del cos.

## Taxonomia
Els forcipulàtides inclouen 281 espècies repartides en 5 famílies:
- Família Asteriidae Gray, 1840 (173 especies)
- Família Heliasteridae Viguier, 1879 (9 especies)
- Família Pedicellasteridae Perrier, 1884 (31 especies)
- Família Stichasteridae Perrier, 1885 (30 especies)
- Família Zoroasteridae Sladen, 1889 (37 especies)